# Jennica Sanchez
Jennica Sanchez (sinh ngày 8 tháng 2 năm 1996) là một người mẫu diễn viên trẻ người Philippines. Cô từng tham gia Asia's Next Top Model và được lot vào Top 12 mùa 5.

## Sự nghiệp
Cô tham gia vào giải trí Philippines khi còn trẻ và từng tham gia nhiều cuộc thi sắc đẹp nhỏ. Năm 2017, cô cùng Maurren đại diện cho Philippines tham gia cuộc thi AsNTM (mùa 5) nhưng quán quân lại là Maurren.
Sau khi tham gia AsNTM Cô về Philippines và tham gia một số show truyền hình và cuối năm 2018 cô có một vai diễn đầu tiên trong một bộ phim điện ảnh, Cô còn là diễn viên quảng cáo cho các loại mỹ phẩm hàng hiệu của Philippines.
Tháng 12 năm 2018, co xuất hiện trong Tuần lễ thời trang Fashion Week Thu - Đông. Đầu năm 2019, co kí hợp đồng với công ty quản lí người mẫu Philippines Phililppines Model

## Điện ảnh
Cô có mặt trong bộ phim bom tấn và các show chương trình nổi tiếng. Cô còn từng tham gia cuộc thi Miss Phililppines

## Đời tư
Cô và David Sanchez đính hôn ngày 16 tháng 1 năm 2019
Cô còn có đứa em gái nhỏ tên là Anna Sanchez là một diễn viên nhí

## Chương trình truyền hình
| Năm  | Chương trình         | Ghi chú           |
| 2018 | The Night with Model | cùng Anna Sanchez |

## Phim truyền hình
| Năm  | Phim                       | Vai     |
| 2019 | Killing Mommy In The 4 A.M | Jennica |